# 肯蒂

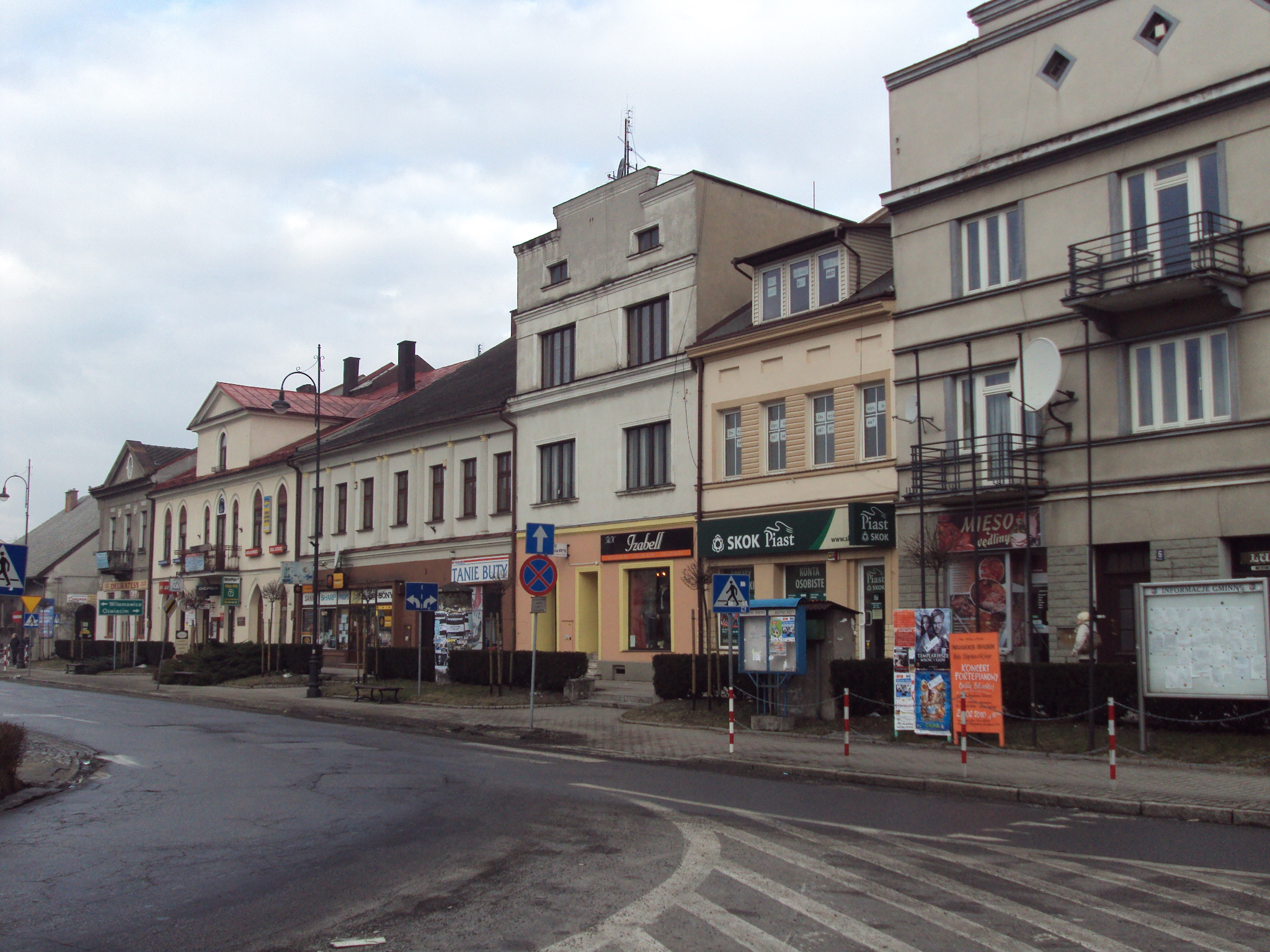

肯蒂是波蘭的城鎮，位於該國南部，距離與斯洛伐克約40公里，由小波蘭省負責管轄，面積23.14平方公里，海拔高度315米，2006年人口19,252。第二次世界大戰期間，納粹德國在1939年9月至1945年1月期間佔領該鎮。

## 外部連結
- Official town webpage （页面存档备份，存于）
- Jewish Community in Kęty （页面存档备份，存于） on Virtual Shtetl

49°53′10″N 19°13′00″E / 49.88611°N 19.21667°E